# Эндрю, Самуэль
Самуэль Эндрю (англ. Samuel Andrew; 29 января 1656 года, Кембридж, Колония Массачусетского залива  — 24 января 1738 года, Милфорд, Колония Коннектикут) — священник, педагог, один из основателей и второй ректор Йельского университета (1707—1719).

## Биография
Родился в 1656 году в Кембридже (Колония Массачусетского залива). В 1675 году окончил Гарвардский колледж, затем в течение 10 лет был в Гарварде преподавателем и научным сотрудником. Среди его учеников были Джеймс Пьерпонт, двоюродные братья Самуэль и Ноадия Расселы, Джозеф Уэбб. Во время отсутствия ректоров Юрайна Оукса и Джона Роджерса Самуэль Эндрю исполнял обязанности ректора Гарвардского колледжа.
18 ноября 1685 года в Милфорде (Колония Коннектикут) принял сан священника. Более 50 лет был приходским священником в Милфорде.

## Йельский университет

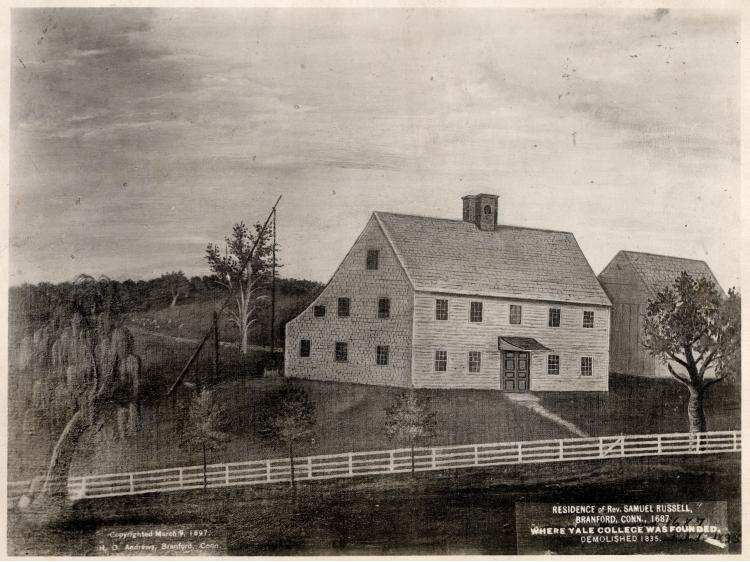
Дом священника Самуэля Рассела, где в 1700 году состоялась встреча 10 священников-основателей будущего Йельского университета

В 1700 году десять священников собрались в Брэнфорде (Коннектикут), чтобы обсудить создание нового колледжа, который будет способен избежать ошибок, допущенных Гарвардом. Большинство из них были выпускниками Гарвардского колледжа, разочаровавшимися в образовании, полученном в Гарварде. В 1701 году, получив хартию от колониальной Генеральной Ассамблеи (выданную с целью обучать поколения «образцовых мужей»), они официально начали работу над созданием Коллегиальной школы в Брэнфорде, так тогда был назван будущий Йельский университет. Среди основателей будущего университета был и Самуэль Эндрю.
После смерти первого ректора Коллегиальной школы Авраама Пирсона в 1707 году попечители школы не смогли платить зарплату новому ректору, и Самуэль Эндрю взял на себя временное руководство школой, которое продлилось до 1719 года. Самуэль Эндрю не стал переезжать в Брэнфорд, но взял на себя преподавание на старших курсах и обучающиеся переехали в Милфорд (26 км на юго-запад от Брэнфорда). Другой же преподаватель школы — священник из Сайбрука взял на себя преподавание для обучающихся младших курсов, которые переехали в Сайбрук (40 км на восток от Брэнфорда). В 1716 году совет попечителей школы, имея большие финансовые возможности, принял решение о переезде школы в Нью-Хейвен, где предполагалась купить землю и построить новое здание для школы. В 1718 году британский купец Элайху Йель (американец по рождению) пожертвовал доходы (около 800 фунтов стерлингов) от продажи девяти тюков товаров, 417 книг и портрет короля Георга I для нужд школы. В благодарность за это Коллегиальная школа стала именоваться Йельским колледжем, а на пожертвованные средства были воздвигнуты церковь и одно здание (Коннектикут Холл).
В 1719 году Самуэль Эндрю сложил с себя  полномочия ректора, и, по его предложению, следующим ректором Йельского колледжа был избран его зять священник Тимоти Картер.

## Семья
Самуэль Эндрю был женат два раза. Его первой женой была Абигейл Трит (1660—1727), дочь губернатора Роберта Трейта. Второй женой была Абигейл Бич.
Дочь Самуэля Эндрю – Элизабет вышла замуж в 1710 году за священника Тимоти Картера (впоследствии третьего ректора Йеля).